# Bibi González
Bibiana González (n. Buenos Aires, 25 de abril de 1967) es una actriz y cantante argentina de tango, más conocida como Bibi González o La Negra González, residente en Barcelona, España, desde 2001.

## Trayectoria artística
Empieza a cantar desde muy niña acompañada de sus tíos guitarristas folkloristas tucumanos Reyes Grande y Juan Grande. Ingresó en la Escuela Nacional de Arte Dramático, realizó cursos en Dirección Teatral, Danza, Técnicas Corporales y Canto con diferentes maestros. En 1991 recibe el Primer Premio de Teatro en la Bienal de Arte Joven de Buenos Aires con su obra "Nana, bésame mucho", en la cual ejerció como autora, actriz y codirectora. En 1992-1993 comienza a cantar tango profesionalmente en Brasil (Festivales de Teatro de Canela y Blumenau).
En 1995 se presenta en el Teatro Velarde de Valparaíso (La gran Noche del tango) y actuaciones en Viña del Mar. Desde Perú (Cuzco), participa del programa Mtv Afuera para la cadena Mtv Latino. Fija su residencia en Ecuador, donde trabaja como actriz en televisión y cantante de tango con Los Cosos de al Lao. En 1996 realiza dos giras en Medellín como Homenajes a Carlos Gardel. En 1997 la Fundación Guayasamín de Quito la invita dos meses a Cuba junto al bandoneonista Gustavo Paglia. También efectua su primera gira por Francia y España. En 1998 lleva a cabo una gira por Centroamérica (Panamá, Costa Rica, Nicaragua). Durante tres años consecutivos (1998-2000) es invitada al Festival "Encuentro de la Cultura de Almirante Brown" (Buenos Aires) junto a Los Cosos de Al Lao. Durante 1999-2000 reside un tiempo en Nueva York, el 14 de octubre de 2000 participa del Concierto "Guitartango" en el Weill Recital Hall del Carnegie Hall junto a Tito Castro.
Desde 2001 reside en Barcelona. Desarrolla una intensa actividad como cantante de tango y organizadora de eventos, siendo invitada a grandes Festivales ("Festival Internacional de Tango de Granada 2003", "Festival de Maastrich-Holanda" 2003, "Festival Internacional de Sagunto-Valencia" 2003, Ecos-Tango Malmö-Suecia" 2004 entre otros ). En 2002 se presenta en la Fiesta de la Música de París. En 2003 la cadena de televisión HBO le compra los derechos de la interpretación de "Volver" del disco "Puñalada". Durante el 2002 y 2004 realiza tres giras por Ecuador donde es reconocida como una artista popular. En octubre de 2004 presenta "Barro" en Buenos Aires -Teatro Casa de la Cultura de Adrogué con Palermo Trío. En 2005 presenta el disco "Barro" con el maestro Bartolomé Palermo en Barcelona. Ha realizado además el trabajo de productora en varios de sus shows y entrevistado a figuras del espectáculo y la cultura para diferentes medios de Argentina, Chile y Ecuador. Actualmente ejerce la labor de profesora de canto con su método: El canto como camino de sanación. Continua desarrollando su labor de cantante con músicos como Gustavo Battaglia, Marcelo Mercadante y Tito Cava.

## Discografía
- Puñalada (Bs.As.1998) con Los Ñatos.
- Silencio (Quito 2002) con Claudio Durán.
- Barro (Bs.As.2004) con Bartolomé Palermo.
- Cantando Vivo (Bs.As.2007) con Palermo Trio
- Barrio (Bs.As.2012-2014) con Palermo Trio.
- Toda mi vida (Barcelona 2017-2020) con Gustavo Battaglia y Marcelo Mercadadnte
- Destino de canto - Homenaje a Yupanqui (Argentona 2023) con Jorge Sarraute